# Guy Van Dijck
Guy Van Dijck (né le 21 mai 1961 à Herentals) est un coureur cycliste belge. Spécialisé en cyclo-cross, il a remporté le Trophée Gazet van Antwerpen en 1988-1989 et 1989-1990.

## Palmarès
- 1978-1979
  - Champion de Belgique juniors
- 1987-1988
  - 5e du Trophée Gazet van Antwerpen
- 1988-1989
  - Trophée Gazet van Antwerpen
  - Trophée Gazet van Antwerpen #1, Putte
- 1989-1990
  - Trophée Gazet van Antwerpen
  - Trophée Gazet van Antwerpen #3, GP Rouwmoer
  - Trophée Gazet van Antwerpen #5, Azencross
- 1990-1991
  - Trophée Gazet van Antwerpen #5, Rijkevorsel
  - 4e du Trophée Gazet van Antwerpen
- 1991-1992
  - Trophée Gazet van Antwerpen #1, Jaarmarktcross Niel
  - 2e du championnat de Belgique
  - 3e du Trophée Gazet van Antwerpen
- 1992-1993
  - 5e du Trophée Gazet van Antwerpen
- 1993-1994
  - 4e du Trophée Gazet van Antwerpen